# Kuvera taiwana
Kuvera taiwana är en insektsart som beskrevs av Tsaur 1991. Kuvera taiwana ingår i släktet Kuvera och familjen kilstritar. Inga underarter finns listade i Catalogue of Life.